# Бомбардовање Дрездена у Другом светском рату
Англо-америчко бомбардовање Дрездена 1945. године је догађај у оквиру Другог светског рата и савезничке стратешке ваздушне офанзиве против нацистичке Немачке, чија је последица било знатно разарање центра Дрездена. Извршено је од 13-15. фебруара 1945. године. Велика материјална штета, употреба запаљивих бомби и велики (још увек спорни) број жртава су учинили ову тему контроверзном. Постављено је питање о етичности, али и о ефикасности овог бомбардовања.

## Бомбардовање
У децембру 1944. и јануару 1945. године, упркос успесима, западни савезници су претрпели велике губитке на западном фронту. Почетком 1945. године, страхујући да би рат могао да потраје до дубоко у ту годину и доведе до још већих жртава, савезници су одлучили да убрзају пад Немачке путем бомбардовања градова на истоку те државе. СССР је такође тражио бомбардовање ових градова, ради олакшавања сопствене офанзиве. Очекивало се да би то изазвало панику међу цивилима који беже на запад како би се склонили од совјетског напредовања, а заузврат би та паника отежала слање немачких појачања на источни фронт. Трећег фебруара бомбардован је и Берлин, а потом у четири напада у периоду од 13-15. фебруара Дрезден. Мада је бачено пропорционално мање запаљивих бомби него на Берлин, релативно гушћа концентрација бомби је довела до великог пожара, који је захватио и разорио центар града.
У нападима током ноћи 13. на 14. фебруар, 804 бомбардера су напала Дрезден, од којих је пет оборено. Захваљујући доброј видљивости и слабој присутности авиона Луфтвафеа, авиони типа Москито су били у стању да прецизно и уско обележе мету за тешке бомбардере, што се сматра битним фактором у нивоу штете која је начињена. Снага противваздушне одбране у Дрездену је такође била слаба. Након два ноћна напада британског Краљевског ваздухопловства, ујутро је уследио напад америчких ваздушних снага. Током ова три напада је бачено 2.600 тона бомби, које су разориле 33 km², укључујући историјски центар града са многим вредним грађевинама и уметнинама.
Први напад је извршен нешто након 10 часова после подне 13. фебруара, и у њему је учествовало 244 тешка бомбардера типа Ланкастер. Већ овај први напад је изазвао пожар који је захватио средиште града. У другом нападу, који је почео у 1 час и 21 минут после поноћи, учествовало је 525 бомбардера Краљевског ваздухопловства. Након другог напада, пожар је прерастао у ватрену олују тако да чак ни на улицама и трговима није било довољно кисеоника за људе, па су многи умрли од гушења. Трећи напад се састојао од 311 америчких бомбардера и почео је нешто после поднева 14. фебруара, док је град још увек горео. Четврти напад је уследио 15. фебруара, нешто пре поднева, и у њему је учествовало 210 америчких авиона, али резултати овог напада су били врло ограничени.

## Контроверзност
Једно од питања која су постављена јесте да ли су циљ бомбардовања заиста биле војне и индустријске мете, или цивилно становништво. Постоје тврдње да Дрезден није имао никакав војни или индустријски значај. Постоје и супротне тврдње, односно да је био један од важнијих индустријских центара Трећег рајха. Чињеница да је бомбардовање извршено пред крај рата, када је Немачка већ била пред поразом, као и да је Дрезден имао велику историјску и уметничку вредност, довела је до тога да је овај напад убрзо након што је извршен називан неетичким и војно неоправданим.
Постоји више процена броја жртава. Једна од скромнијих износи 25.000 мртвих. По некима, погинуло је 35.000. Контроверзни писац Дејвид Ервинг помиње 150.000 или чак 200.000 као могући број погинулих, уз минимум од 40.000. Поред тога, сматра да бомбардовање Дрездена не може да се оправда жељом за ометањем транспорта трупа на источни фронт, јер тај транспорт је остао неометен и, према његовим тврдњама, није се ни кретао кроз центар града.
Бомбардовање Дрездена је довођено у везу са тоталним ратом.

## У књижевности
Бомбардовање Дрездена је једна од тема романа „Збогом сулудој жени” француског писца Анрија Кулонжа (Аугуст Цесарец, Загреб, 1982 - превод романа „L'adieu à la femme sauvage”, Henri Coulonges, Paris, 1979). У првим поглављима романа бомбардовање је описано врло реалистички, виђено очима дванаестогодишње девојчице, која је услед губитака принуђена да преузме одговорност за мајку. Роман је добитник Велике награде Француске Академије.